# تشخيص بالاستبعاد
التشخيص بالاستبعاد (بالإنجليزية: Diagnosis of exclusion)‏، (باللاتينية: per exclusionem) هو تشخيص حالة طبية بعملية الشطب [الإنجليزية]، وهذه العملية ضرورية في حالة عدم الحصول على تشخيص يمكن الوثوق به من تاريخ المريض والفحوص المختبرية وفحص المريض سريريا. ويعد التشخيص بالاستبعاد معقولا وجزءا رئيسيا من ممارسة التشخيص التفريقي.

## الأمثلة
أمثلة على الأمراض التي تشخص بواسطة الاستبعاد:
- يستعمل التشخيص بالاستبعاد في حالات حمى مجهولة المنشأ لأجل معرفة السبب وراء صعود درجات حرارة الجسم والتي قد تكون عدوى أو ورما أو داء وعائيا كولاجينيا.
- مرض بهجت[1]
- شلل الوجه النصفي[2]
- الفصام[3]
- متلازمة تولوزا - هنت[4]
- متلازمة القولون المتهيج[5][6]
- الصداع المستمر الجديد يوميا
- متلازمة موت الرضع الفجائي
- متلازمة الفم الحارق[7]